# Lingua wakhi

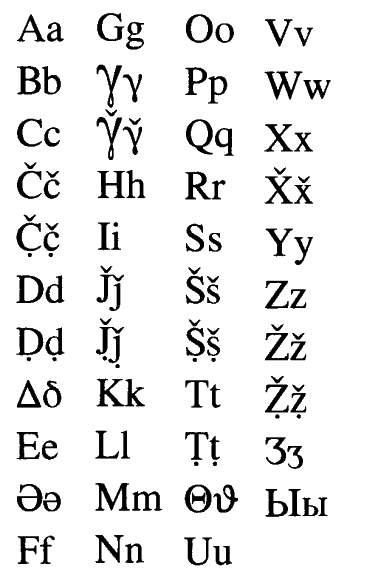
Il nuovo alfabeto Wakhi

Il wakhi è una lingua indoeuropea del ramo iranico (più precisamente iranico orientale), molto vicino alle altre lingue del Pamir.
Si tratta di un idioma che è originario del Wakhan, in Afghanistan; secondo alcuni avrebbe 4000 anni.
È parlato anche in Pakistan (Gilgit-Baltistan, Chitral), in Tagikistan (Gorno-Badkhshan) e in Cina (Sinkiang).

## Fonologia

### Vocali
|        | Anteriore | Centrale | Posteriore |
| ------ | --------- | -------- | ---------- |
| Chiuse | i i       | ɨ ɨ      | u u        |
| Media  | e e       | ə ə      | o o        |
| Aperta |           | a a      |            |

### Consonanti
|                |                | Bilabiali | Dentali | Alveolari  | Alveolari | Alveolari | Dorsali | Dorsali | Glottali |
| -------------- | -------------- | --------- | ------- | ---------- | --------- | --------- | ------- | ------- | -------- |
| centrali       | laterali       | Bilabiali | Dentali | palatali   | velari    | uvulari   |         |         | Glottali |
| Occlusive      | semplici       | p p b b   |         | t t d d    |           |           | k k g g | q q     |          |
| Occlusive      | retroflesse    |           |         | ṭ ʈ ḍ ɖ    |           |           |         |         |          |
| Affricate      | semplici       |           |         | c t͡s dz d͡z |           | č t͡ʃ j d͡ʒ |         |         |          |
| Affricate      | retroflesse    |           |         | ċ t͡ʂ       |           | ć - dź -  |         |         |          |
| Fricative      | sorde          | f f       | θ θ     | s s        |           | š ʃ       | x x     | χ χ     | h h      |
| Fricative      | sonore         | v v       | ð ð     | z z        |           | ž ʒ       | ɣ ɣ     | ʁ ʁ     |          |
| Fricative      | retroflesse    |           |         |            |           | ś - ź -   |         |         |          |
| Nasali         | Nasali         | m m       |         | n n        |           |           |         |         |          |
| Liquide        | Liquide        |           |         | r r        | l l       |           |         |         |          |
| Semiconsonanti | Semiconsonanti | w w       |         |            |           | y j       |         |         |          |